# Buzura abruptaria
Buzura abruptaria là một loài bướm đêm trong họ Geometridae.